# Nearcha curtaria
Nearcha curtaria är en fjärilsart som beskrevs av Achille Guenée 1857. Nearcha curtaria ingår i släktet Nearcha och familjen mätare. Inga underarter finns listade i Catalogue of Life.